# أكاديمية دبي الدولية
أكاديمية دبي الدولية هي مدرسة دولية خاصة. يقع في منطقة تلال الإمارات في دبي، الإمارات العربية المتحدة. المدرسة جزء من مجموعة Innoventures Education. افتتحت أكاديمية دبي الدولية أبوابها في 10 سبتمبر 2005 بحضور 500 طالب من 55 دولة. تضم حاليًا أكثر من 2000 طالب يمثلون أكثر من 80 جنسية.
أكاديمية دبي الدولية معتمدة من قبل مجلس المدارس الدولية، واتحاد نيو إنجلاند للمدارس والكليات.

## التاريخ
تأسست أكاديمية دبي الدولية في سبتمبر 2005، وافتتحت بحضور 500 طالب من 55 دولة، وهيئة تدريس مكونة من 50 عضوًا من 18 جنسية. وكانت أول مدرسة في الإمارات العربية المتحدة تقدم منهج البكالوريا الدولية لتلاميذها.
في سبتمبر 2012، كانت المدرسة تضم 1800 طالبًا من 78 جنسية، وهيئة تدريس مكونة من 250 موظفًا من 42 جنسية.
في مارس 2015، حصلت أكاديمية دبي الدولية على تصنيف المتميز بشكل عام لأول مرة من قبل هيئة المعرفة والتنمية البشرية، وهي واحدة من 16 مدرسة في دبي حصلت على هذا التصنيف، وواحدة فقط من المدارس الأربع التي تقدم برنامج البكالوريا الدولية في دبي.

## روابط خارجية
- Dubai International Academy